# Roccaromana
Roccaromana – miejscowość i gmina we Włoszech, w regionie Kampania, w prowincji Caserta.
Według danych na rok 2004 gminę zamieszkiwało 1031 osób, 38,2 os./km².